# Pyrrhogyra catharina
Pyrrhogyra catharina is een vlinder uit de familie Nymphalidae. De wetenschappelijke naam van de soort is voor het eerst geldig gepubliceerd in 1886 door Otto Staudinger.